# Michael Anti
Michael Anti (Orange, 2 agosto 1964) è un ex tiratore a segno statunitense.

## Palmarès

### Olimpiadi
- 1 medaglia:
  - 1 argento (Atene 2004 nella carabina 50 metri tre posizioni)